# Grinderman
Grinderman war eine australische Garagenrock-Band bestehend aus Nick Cave, Warren Ellis, Martin Casey und Jim Sclavunos. Alle Bandmitglieder spielen auch bei Nick Cave & the Bad Seeds. Das nach der Band benannte Debütalbum erschien in Großbritannien am 5. März 2007 und in den USA am 10. April 2007. Im Gegensatz zu den Bad Seeds spielt Nick Cave bei Grinderman auch Gitarre (bei den Bad Seeds tat er dies nur in einem Stück, Rye Whiskey).
Grinderman 2 wurde 2010 veröffentlicht, gefolgt vom Remix-Album Grinderman 2 RMX (2012). Am 10. Dezember 2011 gab Nick Cave nach einem Auftritt von Grinderman beim australischen Meredith Music Festival die Auflösung der Band bekannt, schloss gleichzeitig aber eine Wiedervereinigung in einigen Jahren nicht aus.

## Bandgeschichte

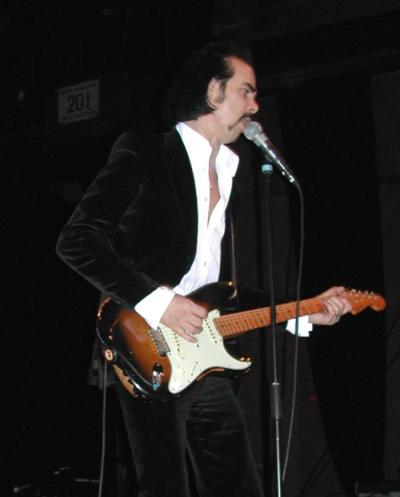
Nick Cave bei einem Solokonzert, 11. September, Mainz

Im Anschluss an die Aufnahmen zum Doppelalbum „Abattoir Blues/The Lyre Of Orpheus“ wollte Nick Cave mit drei seiner Bad Seeds-Kollegen eine noch schnellere und dreckigere Musik spielen. Ursprünglich sollte die Band den Namen Vortex tragen, doch es gab bereits 18 andere Gruppen mit diesem Namen, weswegen die Wahl auf Grinderman fiel. Nick Cave erklärte dazu in einem Interview: „Der Name passte einfach zur Band. Es fasst das zusammen, was wir tun. Wir schinden (engl. to grind).“ Im Februar 2006 zogen die vier Musiker für erste Demos in die Metropolis Studios ein. Im März wurde das Album innerhalb von sechs Tagen in den RAK Studios aufgenommen, die Overdubs und die Abmischung erfolgten jedoch wieder in den Metropolis Studios.
Zeitgleich startete die Grinderman-Webseite, wo die Band unter anderem einen Podcast produziert, in dem anhand einer Reihe von Aufnahmefragmenten ein Einblick in die Studioarbeit der Band gegeben wird.
Die Lieder der Band waren nicht vorkomponiert, sondern entstanden vor allem durch Nick Caves Gitarrenspiel, auf das sich der Rest der Band einließ. Cave, der an der Gitarre eher rustikal zu Werke geht, erreichte damit einen raueren und härteren Klang der Musik.
Von den Kritikern wurde das Album vor allem für die bereits genannte Rauheit und Ungehobeltheit gelobt und oftmals mit Nick Caves früherer Band The Birthday Party verglichen.
Am 11. Mai 2007 spielte die Band in der BBC-Show „Later… with Jools Holland“ die Lieder Honey Bee (Let’s Fly to Mars) und No Pussy Blues. Außerdem spielte Grinderman im Mai auch auf dem All Tomorrow’s Parties-Festival in Somerset. Die Band war außerdem am 20. Juni auf dem London Forum zu sehen. Am 23. Juli 2007 trat die Band erstmals im amerikanischen Fernsehen in der Late Show with David Letterman auf, wo sie Honey Bee (Let’s Fly to Mars) spielte. Einen Tag später waren Grinderman die Vorband für The White Stripes im Madison Square Garden. Weiterhin wurde Nick Cave auf seiner Solo-Tournee von seinen Grinderman-Bandkollegen begleitet und spielte dort auch Lieder von diesem Album.

## Diskografie

### Alben
- Grinderman (Mute) (5. März 2007)
- Grinderman 2 (Mute) (10. September 2010) Als Remix: (23. März 2012)

### Singles
- Get It On (8. Januar 2007)
- No Pussy Blues (19. Februar 2007)
- (I Don’t Need You To) Set Me Free (30. April 2007)
- Heathen Child (11. August 2010)
- Worm Tamer (19. November 2010)
- Palaces of Montezuma (25. März 2011)
- Mickey Mouse and the Goodbye Man (8. Juli 2011)

### Musikvideos
Für drei Lieder des Albums (No Pussy Blues, Electric Alice und Grinderman) wurden Videos produziert, Regie führte jeweils John Hillcoat.